# Масуна
Масуна або Массонас (д/н — 535) — володар Мавро-римського царства.

## Життєпис
Син царя Мефаніата, про якого практично нічого невідомо. Відсутні знання щодо часу сходження на трон. Основними столицями були міста Алтава і Джедар. Перша згадка припадає на 508 рік — в Алтаві знайдено напис, де уславлявся Масуна як цар Маврів й Римлян (reg(is) Masunae gent(ium) Maur(orum) et Romanor(um). Вона повідомляє про будівництво укріпленого табору, яку здійснив префект Сафари і прокуратор Масігівін, призначений Масуною в Алтаві.
Він зумів зберегти незалежність від Королівства вандалів і аланів. Разом з тим виступив союзником Візантійської імперії у боротьбі з вандальськими королями. 533 року, коли візантійський полководець Велізарій висадився в Африці, то Масуна на чолі своїх військ надав тому допомогу, атакувавши Королівство вандалів та аланів з півдня та заходу. В подальшій кампанії 534 року сприяв остаточній поразці короля Гелімера. Після перемоги Масуна звернувся до імператора Юстиніана I визнати свій царський статус під загальною зверхністю імперії, надавши право носити срібну корону, позолочені туніку та сандалі.
У 534—535 роках спільно з царем Ортаєю сприяв преторіанському префекту Соломону у придушенні повстання маврусіїв на чолі із Ябдою, царем Авресу. Ймовірно невдовзі після цього помер. Масуні спадкував син Мастіга.